# Campionat del món de ciclisme en pista de 1901
El Campionat Mundial de Ciclisme en Pista de 1901 es va celebrar a Berlín (Imperi Alemany) del 7 al 14 de juliol de 1901.
Les competicions es van celebrar al Velòdrom Friedenau de Berlín. En total es va competir en 4 disciplines, 2 de professionals i 2 d'amateurs.

## Resultats

### Professional
| Prova                | Or                             | Argent                          | Bronze                           |
| Velocitat individual | Thorvald Ellegaard · Dinamarca | Edmond Jacquelin · França       | Gustav Schilling · Països Baixos |
| Darrere moto         | Thaddäus Robl · Imperi Alemany | Piet Dickentman · Països Baixos | Fritz Ryser · Suïssa             |

#### Amateur
| Prova                | Or                                | Argent                             | Bronze                            |
| Velocitat individual | Émile Maitrot · França            | Rudolf Vejtruba · Regne de Bohèmia | Heinrich Struth · Imperi Alemany  |
| Darrere moto         | Heinrich Sievers · Imperi Alemany | Bruno Salzmann · Imperi Alemany    | Alfred Görnemann · Imperi Alemany |

## Medaller
| Pos. | País             | Or | Plata | Bronze | Total |
| 1    | Imperi Alemany   | 2  | 1     | 1      | 4     |
| 2    | França           | 1  | 1     | 0      | 2     |
| 3    | Dinamarca        | 1  | 0     | 0      | 1     |
| 4    | Països Baixos    | 0  | 1     | 1      | 2     |
| 5    | Regne de Bohèmia | 0  | 1     | 0      | 1     |
| 6    | Països Baixos    | 0  | 0     | 1      | 1     |